# JTEKT Stings 2018-2019
Questa voce raccoglie le informazioni riguardanti i JTEKT Stings nella stagione 2018-2019.

## Stagione
I JTEKT Stings partecipano alla stagione 2018-19 senza alcuna denominazione sponsorizzata.
Si classificano al settimo posto in V.League Division 1, mentre in Coppa dell'Imperatore e al Torneo Kurowashiki non vanno oltre i quarti di finale, eliminati rispettivamente dai Toray Arrows e dai Panasonic Panthers.

## Organigramma societario
Area direttiva
- Presidente: Yoji Hayano

Area tecnica
- Allenatore: Shinji Takahashi
- Assistente allenatore: Koji Nagai, Kazushi Masunari
- Scoutman:

## Rosa
| N° | Nome                | Ruolo | Data di nascita  | Nazionalità sportiva |
| -- | ------------------- | ----- | ---------------- | -------------------- |
| 1  | Yūto Fujinaka       | S     | 20 aprile 1994   | Giappone             |
| 2  | Akitomo Kanamaru    | C     | 4 marzo 1984     | Giappone             |
| 3  | Shun Watanabe       | P     | 11 gennaio 1994  | Giappone             |
| 4  | Taichi Fukuyama     | C     | 20 dicembre 1993 | Giappone             |
| 5  | Shinichi Seino      | O     | 23 maggio 1988   | Giappone             |
| 6  | Valentin Bratoev    | S     | 21 ottobre 1987  | Bulgaria             |
| 7  | Kouhei Yanagisawa   | S     | 24 maggio 1993   | Giappone             |
| 8  | Hiroya Koori        | C     | 6 febbraio 1996  | Giappone             |
| 9  | Masatoshi Tatsumi   | C     | 9 gennaio 1989   | Giappone             |
| 10 | Kōsuke Matsubara    | S     | 4 luglio 1995    | Giappone             |
| 11 | Ryōsuke Hakamaya    | S     | 1º novembre 1988 | Giappone             |
| 12 | Ryo Kohrogi         | L     | 6 febbraio 1996  | Giappone             |
| 14 | Yūji Nishida        | O     | 30 gennaio 2000  | Giappone             |
| 15 | Sōta Nakane         | P     | 2 marzo 1996     | Giappone             |
| 16 | Shō Kuboyama        | P     | 4 febbraio 1992  | Giappone             |
| 17 | Ryuta Homma         | L     | 17 ottobre 1991  | Giappone             |
| 18 | Zhen Qin            | C     | 14 febbraio 1993 | Cina                 |
| 19 | Hiroaki Asano       | S     | 6 ottobre 1990   | Giappone             |
| 20 | Mitsuteru Kobayashi | P     | 10 maggio 1996   | Giappone             |
| 21 | Yūki Hirose         | C     | 13 dicembre 1992 | Giappone             |

## Statistiche

### Statistiche di squadra
| Competizione          | Punti | In casa | In casa | In casa | In trasferta | In trasferta | In trasferta | Totale | Totale | Totale |
| Competizione          | Punti | G       | V       | P       | G            | V            | P            | G      | V      | P      |
| --------------------- | ----- | ------- | ------- | ------- | ------------ | ------------ | ------------ | ------ | ------ | ------ |
| V.League Division 1   | 41    | ?       | ?       | ?       | ?            | ?            | ?            | 27     | 13     | 14     |
| Coppa dell'Imperatore | -     | -       | -       | -       | -            | -            | -            | 2      | 1      | 1      |
| Torneo Kurowashiki    | -     | -       | -       | -       | -            | -            | -            | 4      | 2      | 2      |
| Totale                | -     | ?       | ?       | ?       | ?            | ?            | ?            | 33     | 16     | 17     |

G = partite giocate; V = partite vinte; P = partite perse

### Statistiche dei giocatori
| Giocatore     | V.League Division 1 | V.League Division 1 | V.League Division 1 | V.League Division 1 | V.League Division 1 |
| Giocatore     | P                   | PT                  | AV                  | MV                  | BV                  |
| ------------- | ------------------- | ------------------- | ------------------- | ------------------- | ------------------- |
| H. Asano      | 27                  | 207                 | 178                 | 21                  | 8                   |
| V. Bratoev    | 26                  | 404                 | 328                 | 35                  | 41                  |
| Y. Fujinaka   | 4                   | 0                   | 0                   | 0                   | 0                   |
| T. Fukuyama   | 25                  | 151                 | 114                 | 30                  | 7                   |
| R. Hakamaya   | 27                  | 34                  | 32                  | 1                   | 1                   |
| Y. Hirose     | 17                  | 42                  | 32                  | 8                   | 2                   |
| R. Homma      | 1                   | 0                   | 0                   | 0                   | 0                   |
| A. Kanamaru   | 26                  | 86                  | 49                  | 35                  | 2                   |
| M. Kobayashi  | 2                   | 2                   | 0                   | 2                   | 0                   |
| R. Kohrogi    | 27                  | 0                   | 0                   | 0                   | 0                   |
| H. Koori      | 16                  | 93                  | 84                  | 7                   | 2                   |
| S. Kuboyama   | 25                  | 25                  | 6                   | 9                   | 10                  |
| K. Matsubara  | 27                  | 6                   | 0                   | 0                   | 6                   |
| S. Nakane     | 17                  | 5                   | 0                   | 3                   | 2                   |
| Y. Nishida    | 27                  | 570                 | 475                 | 50                  | 45                  |
| S. Seino      | 11                  | 0                   | 0                   | 0                   | 0                   |
| M. Tatsumi    | 22                  | 0                   | 0                   | 0                   | 0                   |
| S. Watanabe   | 10                  | 0                   | 0                   | 0                   | 0                   |
| K. Yanagisawa | 20                  | 22                  | 19                  | 1                   | 2                   |
| Zhen Q.       | 21                  | 132                 | 99                  | 24                  | 9                   |

P = presenze; PT = punti totali; AV = attacchi vincenti; MV = muri vincenti; BV = battute vincenti

NB: Non sono disponibili i dati relativi alla Coppa dell'Imperatore, al Torneo Kurowashiki e di conseguenza quelli totali